# Jean-Marie Villot
Jean-Marie Villot (Saint-Amant-Tallende, 11 de outubro de 1905 — Roma, 9 de março de 1979) foi um prelado francês e cardeal da Igreja Católica Romana que serviu como arcebispo de Lyon de 1965 a 1967, prefeito da Congregação para o Clero de 1967 a 1969, secretário do Vaticano de Estado de 1969 a 1979, e Camerlengo da Santa Igreja Romana de 1970 a 1979. Foi feito cardeal em 1965.

## Início da vida
Ele nasceu em 11 de outubro de 1905 em Saint-Amant-Tallende, Puy-de-Dôme, filho de Joseph e Marie (nascida Laville) Villot; ele era filho único. Antes de servir no exército até 2 de agosto de 1924, ele estudou para o sacerdócio em Riom, Clermont e Lyon. Tornou-se noviço marista em 7 de setembro de 1925, mas deixou a ordem três meses depois. Em seguida, estudou no Instituto Católico de Paris e no Pontifícia Universidade São Tomás de Aquino de Roma, onde se licenciou em direito canônico.e um doutorado em teologia sagrada em 1934 com uma tese intitulada Le pape Nicolas II et le décret de 1059 sur l'élection pontificale 

## Sacerdócio
Foi ordenado sacerdote da Arquidiocese de Paris em 19 de abril de 1930 pelo arcebispo Alfred Baudrillart, reitor do Institut Catholique. De 1931 a 1934, foi secretário de Pierre-Marie Gerlier, Bispo de Tarbes-et-Lourdes. Lecionou no seminário de Clermont e na Universidade Católica de Lyon, servindo como vice-reitor desta última de 1942 a 1950. No início de 1950 foi incardinado na Arquidiocese de Lyon.

## Bispo
O Papa Pio XII nomeou Villot Bispo auxiliar de Paris e bispo titular de Vinda em 2 de setembro de 1954. Ele recebeu sua consagração episcopal em 12 de outubro de Maurice Cardeal Feltin, com o arcebispo Emile Guerry de Cambrai e o bispo Pierre de la Chanonie de Clermont como co-consagradores.
Em 17 de dezembro de 1959, foi nomeado Arcebispo coadjutor de Lyon e arcebispo titular de Bósforo. Ele sucedeu o cardeal Gerlier como arcebispo de Lyon em 17 de janeiro de 1965.
Durante o Concílio Vaticano II, atuou como um dos vários subsecretários do concílio, onde seu desempenho impressionou o Papa Paulo. 

## Cardeal

Brasão de Cardeal Camerlengo Villot durante as duas Sede Vacante da Sé Apostólica de 1978

Em 22 de fevereiro de 1965, foi nomeado Cardeal-Sacerdote da Santíssima Trindade no Monte Pincio pelo Papa Paulo VI.
Foi nomeado Prefeito da Congregação do Conselho (mais tarde renomeada Congregação para o Clero) em 7 de abril de 1967. Dois anos depois, em 2 de maio de 1969, foi nomeado Cardeal Secretário de Estado  como parte do programa do Papa Paulo para internacionalizar a Cúria Romana. Embora Villot tenha dito aos repórteres "Há muito tempo sou um romano de coração", sua nomeação foi ressentida pelos italianos, embora sem conflito público.  O Papa Paulo enfatizou sua posição acrescentando ao portfólio de Villot em maio de 1969, nomeando-o chefe da Seção da Secretaria de Estado responsável pelas relações exteriores, expandindo seu controle sobre a cúria mais ampla ao torná-lo Presidente da Pontifícia Comissão para o Estado da Cidade do Vaticano e da Administração do Patrimônio da Sé Apostólica.
Villot foi nomeado Camerlengo da Santa Igreja Romana em 16 de outubro de 1970, o primeiro não italiano a ocupar o cargo em meio milênio, mais uma prova da insistência do Papa Paulo em expandir o papel dos não italianos nos níveis mais altos do Vaticano. burocracia.  Em 15 de julho de 1971, foi nomeado Presidente do recém-formado Pontifício Conselho Cor Unum, cargo do qual renunciou em 4 de setembro de 1978, durante o breve pontificado do Papa João Paulo I.

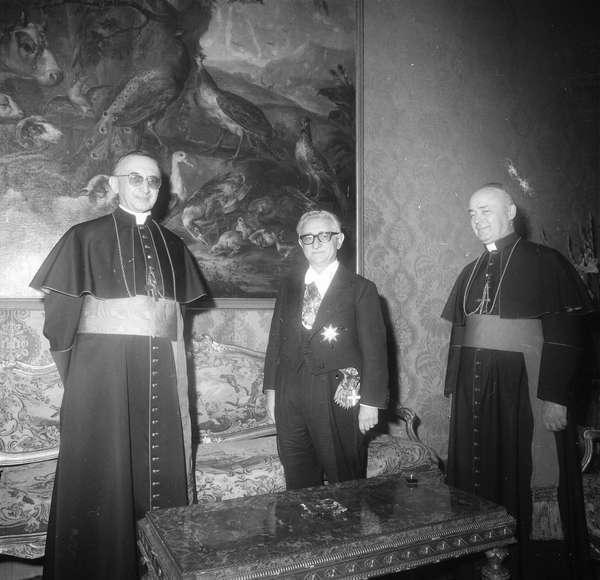
Cardeal Villot com Giovanni Leone no Palácio Quirinal em setembro de 1972

O Papa Paulo o elevou a Cardeal Bispo de Frascati em 12 de dezembro de 1974. [carece de fontes?] Villot esteve presente na morte de Paulo VI em Castel Gandolfo em 6 de agosto de 1978. 
O Papa João Paulo I manteve Villot como Secretário de Estado.  Quando o Papa João Paulo II anunciou que manteria Villot como Secretário de Estado, ele deixou claro que a nomeação era de curto prazo, mas também confirmou Villot em seus outros cargos. Ele observou que o próprio Villot havia sugerido que o primeiro papa não italiano em séculos poderia querer um italiano como secretário de Estado.  Ele foi substituído como Secretário de Estado em 1º de julho de 1979, quase quatro meses após sua morte no cargo.
Villot participou como cardeal eleitor nos conclaves de agosto e outubro de 1978, que elegeram João Paulo I e João Paulo II, respectivamente, e presidiu os conclaves porque era o cardeal bispo mais antigo presente. Como Camerlengo, ele atuou como administrador interino da Santa Sé nos interregnos de 1978.

## Morte
Villot morreu aos 73 anos de pneumonia brônquica em 9 de março de 1979, em seu apartamento na Cidade do Vaticano , no dia em que voltou de uma internação de quatro dias no hospital. João Paulo II celebrou sua missa fúnebre na Basílica de São Pedro em 13 de março, e seus restos mortais foram enterrados na cripta de Ss. Trinità al Monte Pincio .